# Leichtathletik-U23-Europameisterschaften 2017
Die 11. Leichtathletik-U23-Europameisterschaften fanden vom 13. bis zum 16. Juli 2017 in der polnischen Stadt Bydgoszcz statt. Bydgoszcz war nach den U23-Europameisterschaften 2003 zum zweiten Mal Ausrichter.
Die Vergabe der Titelkämpfe an Bydgoszcz erfolgte am 12. Juni 2015 beim 144. offiziellen Council-Meeting der European Athletic Association (EAA) in Oslo.

## Teilnehmer
Das deutsche Auswahl bestand aus 76 Athleten.
Der Schweizer Leichtathletikverband (Swiss Athletics) selektionierte sein bis dato größtes Team von 34 Athletinnen und Athleten.
Der Österreichische Leichtathletik-Verband (ÖLV) entsandte 15 Teilnehmer (7 Männer und 8 Frauen).
Die Luxemburger Mannschaft bestand aus drei Sportlerinnen.

## Männer

### 100 m
| Platz | Athlet               | Land | Zeit (s)         |
| ----- | -------------------- | ---- | ---------------- |
| 1     | Ojie Edoburun        | GBR  | 10,14            |
| 2     | Ján Volko            | SVK  | 10,18            |
| 3     | Jonathan Quarcoo     | NOR  | 10,29            |
| 4     | Samuli Samuelsson    | FIN  | 10,36            |
| 5     | Reuben Arthur        | GBR  | 10,39            |
| 6     | Austin Hamilton      | SWE  | 10,40            |
| 7     | Luca Antonio Cassano | ITA  | 10,42            |
| 8     | Marvin René          | FRA  | 10,44            |
| …     |                      |      |                  |
| …     | Daniel Hoffmann      | GER  | 10,56 Halbfinale |
| …     | Markus Fuchs         | AUT  | 10,59 Halbfinale |
| …     | Sylvain Chuard       | SUI  | 10,62 Halbfinale |
| …     | Manuel Eitel         | GER  | 10,65 Halbfinale |

Datum: 14. Juli
 Wind: 0,0 m/s

### 200 m
| Platz | Athlet              | Land | Zeit (s)           |
| ----- | ------------------- | ---- | ------------------ |
| 1     | Ján Volko           | SVK  | 20,33 CR NR        |
| 2     | Gautier Dautremer   | FRA  | 20,66 PB           |
| 3     | Roger Gurski        | GER  | 20,70              |
| 4     | Jonathan Quarcoo    | NOR  | 20,80              |
| 5     | Felix Svensson      | SWE  | 20,95              |
| 6     | Lodovico Cortelazzo | ITA  | 21,05              |
| 7     | Silvan Wicki        | SUI  | 21,32              |
| –     | Simone Tanzilli     | ITA  | DNS                |
| …     |                     |      |                    |
| …     | Kevin Ugo           | GER  | 1:03,87 Halbfinale |
| …     | Markus Fuchs        | AUT  | DQ Qualif.         |

Datum: 15. Juli
Wind: +1,6 m/s

### 400 m
| Platz | Athlet              | Land | Zeit (s)      |
| ----- | ------------------- | ---- | ------------- |
| 1     | Luka Janežič        | SLO  | 45,33         |
| 2     | Karsten Warholm     | NOR  | 45,75         |
| 3     | Benjamin Lobo Vedel | DEN  | 46,08         |
| 4     | Cameron Chalmers    | GBR  | 46,29         |
| 5     | Daniele Corsa       | ITA  | 46,51         |
| 6     | Maarten Stuivenberg | NED  | 46,79         |
| 7     | Kajetan Duszynski   | POL  | 46,80         |
| 8     | Darwin Echeverry    | ESP  | 46,92         |
| …     |                     |      |               |
| …     | Vincent Notz        | SUI  | 47,47 Qualif. |
| …     | Mario Gebhardt      | AUT  | 48,13 Qualif. |

Datum: 15. Juli

### 800 m
| Platz | Athlet                   | Land | Zeit (min)      |
| ----- | ------------------------ | ---- | --------------- |
| 1     | Andreas Kramer           | SWE  | 1:48,15         |
| 2     | Daniel Rowden            | GBR  | 1:48,16         |
| 3     | Marc Reuther             | GER  | 1:48,66         |
| 4     | Mateusz Borkowski        | POL  | 1:48,92         |
| 5     | Filip Šnejdr             | CZE  | 1:49,19         |
| 6     | Cosmin Trofin            | ROU  | 1:49,81         |
| 7     | Yan Sloma                | BLR  | 1:50,02         |
| 8     | Pablo Sánchez-Valladares | ESP  | 1:59,93         |
| …     |                          |      |                 |
| …     | Christoph Kessler        | GER  | 1:47,31 Qualif. |
| …     | Jonas Schöpfer           | SUI  | 1:51,33 Qualif. |

Datum: 16. Juli

### 1500 m
| Platz | Athlet            | Land | Zeit (min) |
| ----- | ----------------- | ---- | ---------- |
| 1     | Marius Probst     | GER  | 3:49,06    |
| 2     | Filip Sasínek     | CZE  | 3:49,23    |
| 3     | Michał Rozmys     | POL  | 3:49,30    |
| 4     | Neil Gourley      | GBR  | 3:49,53    |
| 5     | Baptiste Mischler | FRA  | 3:49,76    |
| 6     | Ayoub Mokhtar     | ESP  | 3:49,78    |
| 7     | Gonzalo García    | ESP  | 3:49,94    |
| 8     | Robbie Fitzgibbon | GBR  | 3:50,07    |

Datum: 15. Juli

### 5000 m
| Platz | Athlet              | Land | Zeit (min)  |
| ----- | ------------------- | ---- | ----------- |
| 1     | Yemaneberhan Crippa | ITA  | 14:14,28 SB |
| 2     | Simon Debognies     | BEL  | 14:14,71    |
| 3     | Carlos Mayo         | ESP  | 14:15,07    |
| 4     | Amanal Petros       | GER  | 14:15,14    |
| 5     | Hugo Hay            | FRA  | 14:15,19    |
| 6     | Jordi Torrents      | ESP  | 14:17,32    |
| 7     | István Szögi        | HUN  | 14:18,06    |
| 8     | Sebastian Hendel    | GER  | 14:19,59    |
| 9     | Raúl Celada         | ESP  | 14:21,72    |
| 10    | Jonathan Dahlke     | GER  | 14:22,37    |
| …     |                     |      |             |
| 14    | Luca Noti           | SUI  | 14:43,11    |

Datum: 15. Juli

### 10.000 m
| Platz | Athlet                    | Land | Zeit (min) |
| ----- | ------------------------- | ---- | ---------- |
| 1     | Carlos Mayo               | ESP  | 29:28,06   |
| 2     | Amanal Petros             | GER  | 29:34,94   |
| 3     | Emmanuel Roudolff Lévisse | FRA  | 29:42,85   |
| 4     | Mohamed Zarhouni          | ESP  | 29:52,02   |
| 5     | Ellis Cross               | GBR  | 29:53,64   |
| 6     | Tobias Blum               | GER  | 29:54,02   |
| 7     | Bence Bicsác              | HUN  | 29:54,82   |
| 8     | Mykola Nyschnyk           | UKR  | 29:55,97   |

Datum: 13. Juli

### 20 km Gehen
| Platz | Athlet           | Land | Zeit (h)    |
| ----- | ---------------- | ---- | ----------- |
| 1     | Diego García     | ESP  | 1:22:29     |
| 2     | Karl Junghannß   | GER  | 1:22:52     |
| 3     | Gabriel Bordier  | FRA  | 1:23:03 PB  |
| 4     | Salih Korkmaz    | TUR  | 1:23:11 NUR |
| 5     | Manuel Bermúdez  | ESP  | 1:23:12 PB  |
| 6     | Jonathan Hilbert | GER  | 1:23:26 PB  |
| 7     | Andrea Agrusti   | ITA  | 1:23:28 PB  |
| 8     | Jean Blancheteau | FRA  | 1:25:10     |

Datum: 16. Juli

### 110 m Hürden
| Platz | Athlet             | Land | Zeit (s) |
| ----- | ------------------ | ---- | -------- |
| 1     | Ludovic Payen      | FRA  | 13,49 PB |
| 2     | Khai Riley-Laborde | GBR  | 13,65    |
| 3     | Dylan Caty         | FRA  | 13,66 PB |
| 4     | James Weaver       | GBR  | 13,75 PB |
| 5     | Dawid Żebrowski    | POL  | 13,90 PB |
| 6     | Simone Poccia      | ITA  | 13,92    |
| 7     | David Sklenár      | CZE  | 14,19    |
| 8     | Kacper Schubert    | POL  | 14,21    |

Datum: 15. Juli
 Wind: +0,8 m/s

### 400 m Hürden
| Platz | Athlet          | Land | Zeit (min) |
| ----- | --------------- | ---- | ---------- |
| 1     | Karsten Warholm | NOR  | 48,37 CR   |
| 2     | Dany Brand      | SUI  | 49,14 NJR  |
| 3     | Ludvy Vaillant  | FRA  | 49,31 PB   |
| 4     | Victor Coroller | FRA  | 49,96      |
| 5     | Jacob Paul      | GBR  | 49,98      |
| 6     | Isak Andersson  | SWE  | 50,08      |
| 7     | Jack Lawrie     | GBR  | 50,60      |
| 8     | Vít Müller      | CZE  | 50,63      |

Datum: 16. Juli

### 3000 m Hindernis
| Platz | Athlet               | Land | Zeit (min) |
| ----- | -------------------- | ---- | ---------- |
| 1     | Yohanes Chiappinelli | ITA  | 8:34,33    |
| 2     | Ahmed Abdelwahed     | ITA  | 8:37,02    |
| 3     | Jamaine Coleman      | GBR  | 8:40,44    |
| 4     | Topi Raitanen        | FIN  | 8:40,69    |
| 5     | Balázs Juhász        | HUN  | 8:45,90    |
| 6     | Turgay Bayram        | TUR  | 8:46,48 PB |
| 7     | Lennart Mesecke      | GER  | 8:50,21    |
| 8     | Simone Colombini     | ITA  | 8:54,80    |

Datum: 16. Juli

### 4 × 100 m Staffel
| Platz | Land                   | Athleten                                                                         | Zeit (min) |
| ----- | ---------------------- | -------------------------------------------------------------------------------- | ---------- |
| 1     | Deutschland            | Roger Gurski Kai Köllmann Philipp Trutenat Daniel Hoffmann                       | 39,11      |
| 2     | Vereinigtes Königreich | Theo Etienne Kyle de Escofet Reuben Arthur Ojie Edoburun                         | 39,11      |
| 3     | Finnland               | Willem Kajander Oskari Lehtonen Samuli Samuelsson Aleksi Lehto                   | 39,70      |
| 4     | Frankreich             | Amaury Golitin Gautier Dautremer Hachim Maaroufou Marvin René                    | 39,86      |
| 5     | Portugal               | José Lopes Rafael Jorge Ricardo Pereira Ricardo Ribeiro                          | 39,88      |
| 6     | Polen                  | Karol Kwiatkowski Przemyslaw Adamski Dominik Kopeć Eryk Hampel                   | 40,11      |
| 7     | Ungarn                 | Zsolt Pázmándi Bence Boros Péter Balogh Richárd Köcse                            | 50,97      |
| –     | Italien                | Luca Antonio Cassano Jacopo Spanò Andrea Federici Hillary Wanderson Polanco Rijo | DSQ        |

Datum: 16. Juli

### 4 × 400 m Staffel
| Platz | Land                   | Athlet                                                               | Zeit (min) |
| ----- | ---------------------- | -------------------------------------------------------------------- | ---------- |
| 1     | Vereinigtes Königreich | Lee Thompson Ben Snaith Sam Hazel Cameron Chalmers                   | 3:03,65    |
| 2     | Polen                  | Wiktor Suwara Przemysław Waściński Kajetan Duszyński Dariusz Kowaluk | 3:04,22    |
| 3     | Frankreich             | Victor Coroller Gilles Biron Etienne Merville Ludvy Vaillant         | 3:05,24    |
| 4     | Deutschland            | Fabian Dammermann Maximilian Grupen Florian Weeke Constantin Schmidt | 3:05,65    |
| 5     | Belgien                | Alexander Doom Christian Iguacel Asamti Badji Michael Rossaert       | 3:06,45    |
| 6     | Italien                | Giuseppe Leonardi Mattia Casarico Alessandro Galati Daniele Corsa    | 3:07,20    |
| 7     | Irland                 | Craig Newell Harry Purcell Karl Griffin Andrew Mellon                | 3:08,64    |
| 8     | Rumänien               | Cristian Radu Cosmin Trofin Zeno Moraru Robert Parge                 | 3:09,10    |

Datum: 16. Juli

### Hochsprung
| Platz | Athlet             | Land | Höhe (m) |
| ----- | ------------------ | ---- | -------- |
| 1     | Dsmitryj Nabokau   | BLR  | 2,24     |
| 2     | Christian Falocchi | ITA  | 2,24 PB  |
| 3     | Wiktor Lonskyj     | UKR  | 2,24     |
| 4     | Fabian Delryd      | SWE  | 2,22 PB  |
| 5     | Pawel Seliwerstau  | BLR  | 2,22     |
| 5     | Falk Wendrich      | GER  | 2,22     |
| 7     | Andrej Skabejka    | BLR  | 2,19     |
| 8     | Norbert Kobielski  | POL  | 2,19     |

Datum: 15. Juli

### Stabhochsprung
| Platz | Athlet               | Land | Höche (m) |
| ----- | -------------------- | ---- | --------- |
| 1     | Ben Broeders         | BEL  | 5,60 SB   |
| 2     | Axel Chapelle        | FRA  | 5,60      |
| 3     | Adrián Vallés        | ESP  | 5,50      |
| 4     | Mathieu Collet       | FRA  | 5,50      |
| 5     | Oleg Zernikel        | GER  | 5,40      |
| 6     | Luigi Robert Colella | ITA  | 5,40 PB   |
| 7     | Tommi Holttinen      | FIN  | 5,40 PB   |
| 8     | Tomas Wecksten       | FIN  | 5,30      |

Datum: 16. Juli

### Weitsprung
| Platz | Athlet              | Land | Weite (m) |
| ----- | ------------------- | ---- | --------- |
| 1     | Wladyslaw Masur     | UKR  | 8,04      |
| 2     | Filippo Randazzo    | ITA  | 7,98      |
| 3     | Thobias Montler     | SWE  | 7,96      |
| 4     | Jacob Fincham-Dukes | GBR  | 7,83      |
| 5     | Ingar Kiplesund     | NOR  | 7,59      |
| 6     | Miguel Marques      | POR  | 7,58      |
| 7     | Benjamin Gabrielsen | DEN  | 7,54      |
| 8     | Gabriele Chilà      | ITA  | 7,52      |

Datum: 14. Juli

### Dreisprung
| Platz | Athlet               | Land | Weite (m) |
| ----- | -------------------- | ---- | --------- |
| 1     | Nazim Babayev        | AZE  | 17,18 PB  |
| 2     | Simo Lipsanen        | FIN  | 17,14 NR  |
| 3     | Max Heß              | GER  | 16,68     |
| 4     | Tomáš Veszelka       | SVK  | 16,63 NUR |
| 5     | Can Özüpek           | TUR  | 16,10 PB  |
| 6     | Oleksandr Malossilow | UKR  | 15,99     |
| 7     | Samuele Cerro        | ITA  | 15,97     |
| 8     | Simone Forte         | ITA  | 15,95 SB  |

Datum: 16. Juli

### Kugelstoßen
| Platz | Athlet                | Land | Weite (m) |
| ----- | --------------------- | ---- | --------- |
| 1     | Konrad Bukowiecki     | POL  | 21,59 CR  |
| 2     | Denzel Comenentia     | NED  | 19,86     |
| 3     | Sebastiano Bianchetti | ITA  | 19,69     |
| 4     | Osman Can Özdeveci    | TUR  | 19,63     |
| 5     | Simon Bayer           | GER  | 19,30 PB  |
| 6     | Patrick Müller        | GER  | 19,23 SB  |
| 7     | Leonardo Fabbri       | ITA  | 19,12     |
| 8     | Jan Parol             | POL  | 18,60     |

Datum: 14. Juli

### Diskuswurf
| Platz | Athlet                   | Land | Weite (m) |
| ----- | ------------------------ | ---- | --------- |
| 1     | Sven Martin Skagestad    | NOR  | 61,00     |
| 2     | Alin Alexandru Firfirică | ROU  | 60,17     |
| 3     | Clemens Prüfer           | GER  | 60,08     |
| 4     | Wiktar Trus              | BLR  | 58,47     |
| 5     | Guðni Valur Guðnason     | ISL  | 57,31     |
| 6     | Maximilian Klaus         | GER  | 57,18     |
| 7     | Gian Piero Ragonesi      | ITA  | 56,86     |
| 8     | Krystian Pawelczyk       | POL  | 56,75     |

Datum: 16. Juli

### Hammerwurf
| Platz | Athlet                  | Land | Weite (m) |
| ----- | ----------------------- | ---- | --------- |
| 1     | Bence Halász            | HUN  | 73,30     |
| 2     | Bence Pásztor           | HUN  | 71,51     |
| 3     | Alexej Mikhailov        | GER  | 70,60     |
| 4     | Taylor Campbell         | GBR  | 70,59     |
| 5     | Wolodymyr Mysslywtschuk | UKR  | 70,30     |
| 6     | Miguel Alberto Blanco   | ESP  | 70,06     |
| 7     | Hilmar Örn Jónsson      | ISL  | 69,96     |
| 8     | Markus Kokkonen         | FIN  | 68,56     |

Datum: 14. Juli

### Speerwurf
| Platz | Athlet              | Land | Weite (m) |
| ----- | ------------------- | ---- | --------- |
| 1     | Norbert Rivasz-Tóth | HUN  | 83,08 NR  |
| 2     | Ioannis Kyriazis    | GRE  | 81,04     |
| 3     | Andrian Mardare     | MDA  | 78,76     |
| 4     | Alexandru Novac     | ROM  | 77,76     |
| 5     | Edis Matusevičius   | LTU  | 76,82     |
| 6     | Emin Öncel          | TUR  | 76,54     |
| 7     | Oliver Helander     | FIN  | 74,46     |
| 8     | Gatis Čakšs         | LVA  | 74,10     |

Datum: 15. Juli

### Zehnkampf
| Platz | Athlet             | Land | Punkte  |
| ----- | ------------------ | ---- | ------- |
| 1     | Jiří Sýkora        | CZE  | 8084    |
| 2     | Fredrik Samuelsson | SWE  | 8010    |
| 3     | Elmo Savola        | FIN  | 7956 PB |
| 4     | Wital Schuk        | BLR  | 7921 PB |
| 5     | Maxim Andraloiz    | BLR  | 7858 PB |
| 6     | Andri Oberholzer   | SUI  | 7827 PB |
| 7     | Dennis Hutterer    | GER  | 7780 PB |
| 8     | Taavi Tšernjavski  | EST  | 7708    |

Datum: 16. Juli

## Frauen

### 100 m
| Platz | Athletin              | Land | Zeit (s) |
| ----- | --------------------- | ---- | -------- |
| 1     | Ewa Swoboda           | POL  | 11,42    |
| 2     | Kryszina Zimanouskaja | BLR  | 11,54    |
| 3     | Sina Mayer            | GER  | 11,58    |
| 4     | Imani Lansiquot       | GBR  | 11,58    |
| 5     | Ajla Del Ponte        | SUI  | 11,66    |
| 6     | Kristina Siwkowa      | ANA  | 11,67    |
| 7     | Lisa Nippgen          | GER  | 11,72    |
| –     | Floriane Gnafoua      | FRA  | DNF      |

Datum: 14. Juli
Wind: −0,6 m/s

### 200 m
| Platz | Athletin              | Land | Zeit (s) |
| ----- | --------------------- | ---- | -------- |
| 1     | Finette Agyapong      | GBR  | 22,87    |
| 2     | Sarah Atcho           | SUI  | 22,90 PB |
| 3     | Jana Katschur         | UKR  | 23,20 PB |
| 4     | Kryszina Zimanouskaja | BLR  | 23,32    |
| 5     | Ama Pipi              | GBR  | 23,41    |
| 6     | Sindija Bukša         | LVA  | 23,41    |
| 7     | Maroussia Paré        | FRA  | 23,53    |
| 8     | Fanny Peltier         | FRA  | 23,59    |

Datum: 15. Juli
Wind: +1,3 m/s

### 400 m
| Platz | Athletin                  | Land | Zeit (s) |
| ----- | ------------------------- | ---- | -------- |
| 1     | Gunta Latiševa-Čudare     | LAT  | 52,00    |
| 2     | Laura Müller              | GER  | 52,42    |
| 3     | Laura de Witte            | NED  | 52,51    |
| 4     | Anita Horvat              | SLO  | 53,06    |
| 5     | Laviai Nielsen            | GBR  | 53,18    |
| 6     | Dominika Muraszewska      | POL  | 53,62    |
| 7     | Modesta Justė Morauskaitė | LTU  | 54,06    |
| 8     | Déborah Sananes           | FRA  | 54,25    |

Datum: 15. Juli

### 800 m
| Platz | Athletin                | Land | Zeit (min) |
| ----- | ----------------------- | ---- | ---------- |
| 1     | Renée Eykens            | BEL  | 2:04,73    |
| 2     | Aníta Hinriksdóttir     | ISL  | 2:05,02    |
| 3     | Hannah Segrave          | GBR  | 2:05,53    |
| 4     | Alanna Lally            | IRL  | 2:05,63    |
| 5     | Lore Hoffmann           | SUI  | 2:05,65    |
| 6     | Elena Bellò             | ITA  | 2:05,96    |
| 7     | Síofra Cléirigh Büttner | IRL  | 2:06,40    |
| 8     | Charlotte Mouchet       | FRA  | 2:06,94    |

Datum: 15. Juli

### 1500 m
| Platz | Athletin                | Land | Zeit (min) |
| ----- | ----------------------- | ---- | ---------- |
| 1     | Konstanze Klosterhalfen | GER  | 4:10,30    |
| 2     | Sofia Ennaoui           | POL  | 4:13,54    |
| 3     | Martyna Galant          | POL  | 4:17,91    |
| 4     | Linn Söderholm          | SWE  | 4:18,88    |
| 5     | Amy Griffiths           | GBR  | 4:19,16    |
| 6     | Carla Masip             | ESP  | 4:21,63    |
| 7     | Giulia Aprile           | ITA  | 4:21,64    |
| 8     | Vera Hoffmann           | LUX  | 4:21,94    |

Datum: 16. Juli

### 5000 m
| Platz | Athletin         | Land | Zeit (min)  |
| ----- | ---------------- | ---- | ----------- |
| 1     | Yasemin Can      | TUR  | 15:01,67 CR |
| 2     | Alina Reh        | GER  | 15:10,57 PB |
| 3     | Sarah Lahti      | SWE  | 15:14,17 SB |
| 4     | Emine Hatun Tuna | TUR  | 16:03,90 PB |
| 5     | Lisa Rooms       | BEL  | 16:15,58    |
| 6     | Weronika Pyzik   | POL  | 16:15,84    |
| 7     | Moira Stewartová | CZE  | 16:16,83    |
| 8     | Carolin Kirtzel  | GER  | 16:16,94    |

Datum: 16. Juli

### 10.000 m
| Platz | Athletin            | Land | Zeit (min)  |
| ----- | ------------------- | ---- | ----------- |
| 1     | Yasemin Can         | TUR  | 31:39,80 CR |
| 2     | Sarah Lahti         | SWE  | 32:46,91    |
| 3     | Büsra Nur Koku      | TUR  | 33:33,22    |
| 4     | Phoebe Law          | GBR  | 33:40,75    |
| 5     | Maryna Nemtschenko  | UKR  | 33:44,13 PB |
| 6     | Jennifer Nesbitt    | GBR  | 33:50,37    |
| 7     | Andreea Alina Piscu | ROU  | 33:51,53 PB |
| 8     | Philippa Bowden     | GBR  | 34:04,57    |

Datum: 14. Juli

### 20 km Gehen
| Platz | Athletin                  | Land | Zeit (h)   |
| ----- | ------------------------- | ---- | ---------- |
| 1     | Klawdija Afanasjewa       | ANA  | 1:31:15    |
| 2     | María Pérez García        | ESP  | 1:31:29    |
| 3     | Živilė Vaiciukevičiūtė    | LTU  | 1:32:21    |
| 4     | Wiktoryja Raschtschupkina | BLR  | 1:33:16 PB |
| 5     | Eleonora Dominici         | ITA  | 1:33:32 PB |
| 6     | Emilia Lehmeyer           | GER  | 1:34:24 PB |
| 7     | Anežka Drahotová          | CZE  | 1:34:51    |
| 8     | Diana Cacciotti           | ITA  | 1:35:49    |

Datum: 16. Juli

### 100 m Hürden
| Platz | Athletin        | Land | Zeit (s) |
| ----- | --------------- | ---- | -------- |
| 1     | Nadine Visser   | NED  | 12,92    |
| 2     | Elwira Herman   | BLR  | 12,95    |
| 3     | Luca Kozák      | HUN  | 13,06    |
| 4     | Yasmin Miller   | GBR  | 13,32    |
| 5     | Reetta Hurske   | FIN  | 13,32    |
| 6     | Olimpia Barbosa | POR  | 13,45    |
| 7     | Helena Jiranová | CZE  | 13,47    |
| 8     | Laura Valette   | FRA  | 13,85    |

Datum: 15. Juli
Wind: +2,3 m/s

### 400 m Hürden
| Platz | Athletin                     | Land | Zeit (s) |
| ----- | ---------------------------- | ---- | -------- |
| 1     | Ayomide Folorunso            | ITA  | 55,82 SB |
| 2     | Jessica Turner               | GBR  | 56,08 PB |
| 3     | Arna Stefanía Gudmundsdóttir | ISL  | 56,37 SB |
| 4     | Aleksandra Gaworska          | POL  | 56,94    |
| 5     | Margo van Puyvelde           | BEL  | 57,12    |
| 6     | Nenah de Coninck             | BEL  | 57,43    |
| 7     | Jackie Baumann               | GER  | 57,74    |
| 8     | Anna Sjoukje Runia           | NED  | 59,53    |

Datum: 16. Juli

### 3000 m Hindernis
| Platz | Athletin           | Land | Zeit (min)  |
| ----- | ------------------ | ---- | ----------- |
| 1     | Anna Emilie Møller | DEN  | 9:43,05     |
| 2     | Natalija Strebkowa | UKR  | 9:44,52 NUR |
| 3     | Emma Oudiou        | FRA  | 9:50,30 SB  |
| 4     | Claudia Prisecaru  | ROU  | 9:57,37 PB  |
| 5     | Isabel Mattuzzi    | ITA  | 9:57,68 PB  |
| 6     | Lea Meyer          | GER  | 9:58,16 PB  |
| 7     | Aneta Konieczek    | POL  | 10:05,87    |
| 8     | Chiara Scherrer    | SUI  | 10:06,41 PB |

Datum: 15. Juli

### 4 × 100 m Staffel
| Platz | Land       | Athletinnen                                                                 | Zeit (s)  |
| ----- | ---------- | --------------------------------------------------------------------------- | --------- |
| 1     | Spanien    | Paula Sevilla Ane Petrirena Lara Gómez Cristina Lara                        | 43,96 NUR |
| 2     | Frankreich | Maroussia Paré Cynthia Leduc Fanny Peltier Amandine Brossier                | 44,06     |
| 3     | Schweiz    | Riccarda Dietsche Sarah Atcho Ajla Del Ponte Géraldine Frey                 | 44,07     |
| 4     | Polen      | Ewa Ochocka Kamila Ciba Magdalena Wronka Ewa Swoboda                        | 44,21     |
| 5     | Italien    | Chiara Torrisi Alessia Niotta Elisabetta de Andreis Johanelis Herrera Abreu | 44,70     |
| 6     | Ungarn     | Luca Kozák Melinda Ferenczi Petra Répási Evelin Nádházy                     | 45,03 NUR |
| 7     | Österreich | Julia Schwarzinger Savannah Mapalagama Bettina Rinderer Alexandra Toth      | 45,08 NUR |

Datum: 16. Juli

### 4 × 400 m Staffel
| Platz | Land                   | Athletinnen                                                              | Zeit (min) |
| ----- | ---------------------- | ------------------------------------------------------------------------ | ---------- |
| 1     | Polen                  | Dominika Muraszewska Adrianna Janowicz Mariola Karaś Aleksandra Gaworska | 3:29,66    |
| 2     | Deutschland            | Hendrikje Richter Laura Müller Nelly Schmidt Hannah Mergenthaler         | 3:30,18    |
| 3     | Ukraine                | Darija Stawnytscha Jana Katschur Tetjana Melnyk Kateryna Klymjuk         | 3:30,22    |
| 4     | Vereinigtes Königreich | Lina Nielsen Laviai Nielsen Jessica Turner Cheriece Hylton               | 3:30,74    |
| 5     | Italien                | Ilenia Vitale Virginia Troiani Alexandra Troiani Ayomide Folorunso       | 3:33,31    |
| 6     | Irland                 | Sophie Becker Cliodhna Manning Jenna Bromell Síofra Cléirigh Büttner     | 3:34,87    |
| 7     | Frankreich             | Julie Hounsinou Corane Gazeau Anais Seiller Déborah Sananes              | 3:36,41    |
| 8     | Tschechien             | Helena Jiranová Michaela Bicianová Martina Hofmanová Marcela Pírková     | 3:38,13    |

Datum: 16. Juli

### Hochsprung
| Platz | Athletin              | Land | Höhe (m) |
| ----- | --------------------- | ---- | -------- |
| 1     | Julija Lewtschenko    | UKR  | 1,96 PB  |
| 2     | Iryna Heraschtschenko | UKR  | 1,92     |
| 3     | Erika Furlani         | ITA  | 1,86     |
| 4     | Salome Lang           | SUI  | 1,86 =PB |
| 5     | Maryja Schodsik       | BLR  | 1,86 =PB |
| 6     | Lilija Klinzowa       | UKR  | 1,84     |
| 7     | Anne Klebsch          | GER  | 1,82     |
| 8     | Lisanne Hagens        | NED  | 1,79     |

Datum: 16. Juli

### Stabhochsprung
| Platz | Athletin                | Land | Höhe (m) |
| ----- | ----------------------- | ---- | -------- |
| 1     | Angelica Moser          | SUI  | 4,55     |
| 2     | Maryna Kylypko          | UKR  | 4,45     |
| 3     | Lucy Bryan              | GBR  | 4,40 =PB |
| 4     | Kamila Przybyła         | POL  | 4,40 PB  |
| 5     | Ninon Guillon-Romarin   | FRA  | 4,35     |
| 6     | Lene Retzius            | NOR  | 4,35 NUR |
| 7     | Friedelinde Petershofen | GER  | 4,30     |
| 7     | Mallaury Sautereau      | FRA  | 4,30     |

Datum: 15. Juli

### Weitsprung
| Platz | Athletin          | Land | Weite (m) |
| ----- | ----------------- | ---- | --------- |
| 1     | Yanis David       | FRA  | 6,56 PB   |
| 2     | Anna Bühler       | GER  | 6,50      |
| 3     | Maryna Bech       | UKR  | 6,48      |
| 4     | Rougui Sow        | FRA  | 6,46      |
| 5     | Evelise Veiga     | POR  | 6,43      |
| 6     | Neja Filipič      | SLO  | 6,42      |
| 7     | Martha Traoré     | DEN  | 6,31      |
| 8     | Nadia Akpana Assa | NOR  | 6,29      |

Datum: 16. Juli

### Dreisprung
| Platz | Athletin          | Land | Weite (m) |
| ----- | ----------------- | ---- | --------- |
| 1     | Elena Panțuroiu   | ROU  | 14,27     |
| 2     | Ana Peleteiro     | ESP  | 14,19     |
| 3     | Rouguy Diallo     | FRA  | 13,99 SB  |
| 4     | Yanis David       | FRA  | 13,78 PB  |
| 5     | Fátima Diame      | ESP  | 13,60     |
| 6     | Ottavia Cestonaro | ITA  | 13,54     |
| 7     | Diana Zagainova   | LTU  | 13,44     |
| 8     | Jessie Maduka     | GER  | 13,43     |

Datum: 14. Juli

### Kugelstoßen
| Platz | Athletin           | Land | Weite (m) |
| ----- | ------------------ | ---- | --------- |
| 1     | Fanny Roos         | SWE  | 18,14     |
| 2     | Klaudia Kardasz    | POL  | 17,67     |
| 3     | Alina Kenzel       | GER  | 17,46     |
| 4     | Emel Dereli        | TUR  | 17,45     |
| 5     | Claudine Vita      | GER  | 17,33     |
| 6     | Alena Passetschnik | BLR  | 16,56     |
| 7     | Sarah Schmidt      | GER  | 16,22     |
| 8     | Kätlin Piirimäe    | EST  | 16,07 SB  |

Datum: 15. Juli

### Diskuswurf
| Platz | Athletin                  | Land | Weite (m) |
| ----- | ------------------------- | ---- | --------- |
| 1     | Claudine Vita             | GER  | 61,79     |
| 2     | Daria Zabawska            | POL  | 59,08     |
| 3     | Veronika Domjan           | SLO  | 58,48 SB  |
| 4     | June Kintana              | ESP  | 56,30 NUR |
| 5     | Salla Sippojnen           | FIN  | 54,83     |
| 6     | Monika Nowak              | POL  | 54,21     |
| 7     | Krista Uusi-Kinnala       | FIN  | 53,48 PB  |
| 8     | Karyna Tscherednytschenko | UKR  | 52,18     |

Datum: 14. Juli

### Hammerwurf
| Platz | Athletin                | Land | Weite (m) |
| ----- | ----------------------- | ---- | --------- |
| 1     | Aljona Schamotina       | UKR  | 67,46     |
| 2     | Camille Sainte Luce     | FRA  | 66,98     |
| 3     | Beatrice Nedberge Llano | NOR  | 66,74     |
| 4     | Réka Gyurátz            | HUN  | 66,67     |
| 5     | Marinda Petersson       | SWE  | 66,61     |
| 6     | Katarzyna Furmanek      | POL  | 66,45     |
| 7     | Iliana Korosidou        | GRE  | 64,58     |
| 8     | Suvi Koskinen           | FIN  | 64,50     |

Datum: 15. Juli

### Speerwurf
| Platz | Athletin            | Land | Weite (m) |
| ----- | ------------------- | ---- | --------- |
| 1     | Sara Kolak          | CRO  | 65,12     |
| 2     | Anete Kociņa        | LAT  | 64,47 PB  |
| 3     | Marcelina Witek     | POL  | 63,03 PB  |
| 4     | Eda Tuğsuz          | TUR  | 62,37     |
| 5     | Sigrid Borge        | NOR  | 60,44     |
| 6     | Hanna Tarasjuk      | BLR  | 58,00 PB  |
| 7     | Wiktoryja Jermakowa | BLR  | 57,87     |
| 8     | Margaux Nicollin    | FRA  | 57,65     |

Datum: 16. Juli

### Siebenkampf
| Platz | Athletin       | Land | Punkte   |
| ----- | -------------- | ---- | -------- |
| 1     | Caroline Agnou | SUI  | 6330 NR  |
| 2     | Verena Preiner | AUT  | 6232 NUR |
| 3     | Celina Leffler | GER  | 6070 PB  |
| 4     | Esther Turpin  | FRA  | 5940 PB  |
| 5     | Noor Vidts     | BEL  | 5924     |
| 6     | Caroline Klein | GER  | 5876     |
| 7     | Katie Stainton | GBR  | 5836     |
| 8     | Daryna Sloboda | UKR  | 5801     |

Datum: 14. Juli

## Medaillenspiegel
| Medaillenspiegel (Stand nach 43 Entscheidungen) | Medaillenspiegel (Stand nach 43 Entscheidungen) | Medaillenspiegel (Stand nach 43 Entscheidungen) | Medaillenspiegel (Stand nach 43 Entscheidungen) | Medaillenspiegel (Stand nach 43 Entscheidungen) | Medaillenspiegel (Stand nach 43 Entscheidungen) |
| Platz                                           | Land                                            | Gold                                            | Silber                                          | Bronze                                          | Gesamt                                          |
| ----------------------------------------------- | ----------------------------------------------- | ----------------------------------------------- | ----------------------------------------------- | ----------------------------------------------- | ----------------------------------------------- |
| 01                                              | Deutschland                                     | 4                                               | 6                                               | 8                                               | 18                                              |
| 02                                              | Polen                                           | 3                                               | 4                                               | 3                                               | 10                                              |
| 02                                              | Vereinigtes Königreich                          | 3                                               | 4                                               | 3                                               | 10                                              |
| 04                                              | Ukraine                                         | 3                                               | 3                                               | 4                                               | 10                                              |
| 05                                              | Italien                                         | 3                                               | 3                                               | 2                                               | 8                                               |
| 06                                              | Spanien                                         | 3                                               | 2                                               | 2                                               | 7                                               |
| 07                                              | Frankreich                                      | 2                                               | 4                                               | 7                                               | 13                                              |
| 08                                              | Schweden                                        | 2                                               | 2                                               | 2                                               | 6                                               |
| 09                                              | Schweiz                                         | 2                                               | 2                                               | 1                                               | 5                                               |
| 10                                              | Norwegen                                        | 2                                               | 1                                               | 2                                               | 5                                               |
| 11                                              | Ungarn                                          | 2                                               | 1                                               | 1                                               | 4                                               |
| 12                                              | Belgien                                         | 2                                               | 1                                               | 0                                               | 3                                               |
| 13                                              | Türkei                                          | 2                                               | 0                                               | 1                                               | 3                                               |
| 14                                              | Belarus                                         | 1                                               | 2                                               | 0                                               | 3                                               |
| 15                                              | Niederlande                                     | 1                                               | 1                                               | 1                                               | 3                                               |
| 16                                              | Lettland                                        | 1                                               | 1                                               | 0                                               | 2                                               |
| 16                                              | Rumänien                                        | 1                                               | 1                                               | 0                                               | 2                                               |
| 16                                              | Slowakei                                        | 1                                               | 1                                               | 0                                               | 2                                               |
| 16                                              | Tschechien                                      | 1                                               | 1                                               | 0                                               | 2                                               |
| 20                                              | Dänemark                                        | 1                                               | 0                                               | 1                                               | 2                                               |
| 20                                              | Slowenien                                       | 1                                               | 0                                               | 1                                               | 2                                               |
| 22                                              | Aserbaidschan                                   | 1                                               | 0                                               | 0                                               | 1                                               |
| 22                                              | Kroatien                                        | 1                                               | 0                                               | 0                                               | 1                                               |
| 22                                              | Authorized Neutral Athlete                      | 1                                               | 0                                               | 0                                               | 1                                               |
| 25                                              | Finnland                                        | 0                                               | 1                                               | 2                                               | 3                                               |
| 26                                              | Island                                          | 0                                               | 1                                               | 1                                               | 2                                               |
| 27                                              | Griechenland                                    | 0                                               | 1                                               | 0                                               | 1                                               |
| 27                                              | Österreich                                      | 0                                               | 1                                               | 0                                               | 1                                               |
| 29                                              | Litauen                                         | 0                                               | 0                                               | 1                                               | 1                                               |
| 29                                              | Moldau                                          | 0                                               | 0                                               | 1                                               | 1                                               |
| Gesamt                                          | Gesamt                                          | 43                                              | 43                                              | 43                                              | 129                                             |

## Abkürzungen
- WR = Weltrekord
- WU20R = U20-Weltrekord
- OR = olympischer Rekord
- YOR = olympischer Jugendrekord
- AR = Kontinentalrekord
- AU20R = U20-Kontinentalrekord
- NR = nationaler Rekord
- NU20R = nationaler U20-Rekord
- CR = Meisterschaftsrekord
- MR = Veranstaltungsrekord
- WB = Weltbestleistung
- WU20B = U20-Weltbestleistung
- WU18B = U18-Weltbestleistung
- AB = Kontinentalbestleistung
- AU20B = U20-Kontinentalbestleistung
- AU18B = U18-Kontinentalbestleistung
- NB = nationale Bestleistung
- NU20B = nationale U20-Bestleistung
- NU18B = nationale U18-Bestleistung
- PB = persönliche Bestleistung
- SB = persönliche Saisonbestleistung
- QB = Qualifikationsbestleistung
- WL = Weltjahresbestleistung
- WU20L = U20-Weltjahresbestleistung
- WU18L = U18-Weltjahresbestleistung
- DSQ = disqualifiziert (engl. Disqualified)
- DNS = Wettkampf nicht angetreten (engl. Did Not Start)
- DNF = Wettkampf nicht beendet (engl. Did Not Finish)